# ルイ・ルヌー
ルイ・ルヌー（Louis Renou、1896年10月28日 - 1966年8月19日）は、フランスのインド学者。フランス文学院会員。日仏会館館長（1954年 - 1956年）。
指導教員はデュルケーム学派の言語学者であるアントワーヌ・メイエ。リヨン大学文学部教授、パリ大学文学部教授、高等研究実習院第4部門（歴史学・文献学）長を歴任。